# Dubbelhuwelijk van Kamerijk
Het Dubbelhuwelijk van Kamerijk vond plaats op 12 april 1385 in Kamerijk. Het was een bezegeling van de band tussen het huis Bourgondië van Filips de Stoute met dat van het huis Wittelsbach van Albrecht van Beieren.
Hertog Filips de Stoute liet zijn kinderen Margaretha (10) en Jan (13) trouwen met respectievelijk Willem van Oostervant (20), de latere Willem VI van Holland, en Margaretha van Beieren (22), de kinderen van Albrecht van Beieren, graaf van Holland, Zeeland en Henegouwen en hertog van Straubing-Holland.
Het dubbelhuwelijk was een grote gebeurtenis van Europees niveau, waarbij Karel VI van Frankrijk een van de genodigden was. De huwelijksmis vond plaats in de kathedraal van Kamerijk. De feestelijkheden voor de 20.000 gasten duurden acht dagen.